# Corticaria polypori
Corticaria polypori là một loài bọ cánh cứng trong họ Latridiidae. Loài này được Sahlberg miêu tả khoa học năm 1900.